# Polyodontes australiensis
Polyodontes australiensis is een borstelworm uit de familie Acoetidae. Het lichaam van de worm bestaat uit een kop, een cilindrisch, gesegmenteerd lichaam en een staartstukje. De kop bestaat uit een prostomium (gedeelte voor de mondopening) en een peristomium (gedeelte rond de mond) en draagt gepaarde aanhangsels (palpen, antennen en cirri).
Polyodontes australiensis werd in 1885 voor het eerst wetenschappelijk beschreven door McIntosh.